# Jelena Glikina
Jelena Władimirowna Glikina, po mężu Portiankina (ros. Елена Владимировна Гликина (Портянкина), ur. 20 grudnia 1969 w Gorkim) – rosyjska florecistka reprezentująca też ZSRR, dwukrotna medalistka mistrzostw świata.
W 1988 roku wywalczyła srebrny medal w turnieju indywidualnym florecistek na mistrzostwach świata juniorów w South Bend.
Podczas mistrzostw świata w Denver w 1989 roku reprezentantki ZSRR w składzie: Olga Wieliczko, Tatjana Sadowska, Olga Woszczakina, Jelena Griszyna i Jelena Glikina zdobyły srebrny medal w turnieju drużynowym. W tej samej konkurencji zdobyła także srebrny medal na mistrzostwach świata w Budapeszcie (1991). 
Wystartowała na igrzyskach olimpijskich w Seulu (1988), gdzie w turnieju drużynowym zajęła czwarte miejsce, a indywidualnie była ósma. Na rozgrywanych cztery lata później igrzyskach olimpijskich w Barcelonie zajęła 25. miejsce indywidualnie, a w zawodach drużynowych ponownie była czwarta.
W 1987 roku zdobyła indywidualne mistrzostwo kraju.